# Verlengde Dwarskanaal
Het Verlengde Dwarskanaal is een voormalig kanaalwaterschap in de provincie Groningen.
Het waterschap, dat ten noorden van Hellum lag, beheerde de verlenging naar het zuiden toe van het Dwarskanaal, een zijtak van de Haansvaart. Het schap lag in zijn geheel in het waterschap Zandwerf.
Waterstaatkundig gezien ligt het gebied sinds 2000 binnen dat van het waterschap Hunze en Aa's.